# Lydia Williams
Lydia Grace Yilkari Williams (ur. 13 maja 1988 w Katanning) – australijska piłkarka amerykańskiego pochodzenia występująca na pozycji bramkarki we francuskim klubie Paris Saint-Germain oraz w reprezentacji Australii. Wychowanka AIS, w trakcie swojej kariery grała także w takich zespołach, jak Canberra United, Chicago Red Stars, Piteå IF, Western New York Flash, Houston Dash, Melbourne City oraz Reign.